# Малая Антоновка
Ма́лая Анто́новка (укр. Мала Антонівка) — село, входит в Белоцерковский район Киевской области Украины.
Население по переписи 2001 года составляло 616 человек.
Через село протекает река Красный.

## Местный совет
09138, Киевская обл., Белоцерковский р-н, с. Малая Антоновка, ул. Первомайская, 12а